# Oekaki

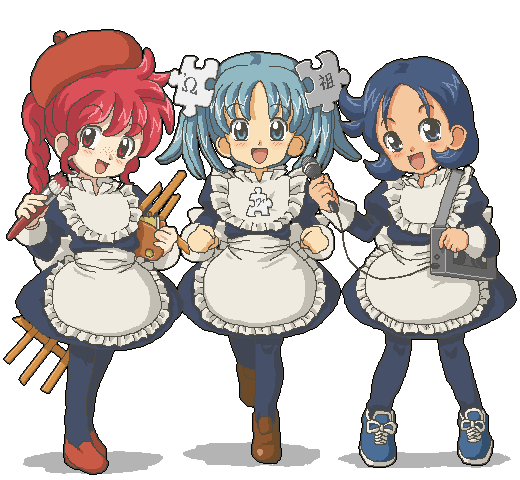
Beispielzeichnung Commons-tan, Wikipe-tan und Wikiquote-tan

Oekaki (jap. お絵描き, Oekaki) ist ein japanischer Ausdruck um die Tätigkeit des Zeichnens zu beschreiben, er bedeutet auf Deutsch in etwa Skizze oder Gekritzel.

## Internetforen
Oekaki-Internetforen erlauben es den Benutzern mit den auf dem Server gespeicherten Anwendungen Zeichnungen zu erstellen und im angebundenen Forum zu veröffentlichen. Die Benutzer laden dabei nicht bereits fertige Zeichnungen hoch, sondern erstellen diese live in ihrem Webbrowser mithilfe einer Maus, einem Grafiktablett oder mittels eines Touchscreen. Es gibt jedoch auch Oekaki, die den Upload fertiger Zeichnungen erlauben, dies ist jedoch mit gewissen Einschränkungen versehen wie beispielsweise eine bestimmte Anzahl Uploads pro Woche.
Die unterliegende Technik kann dabei ein Java-Applet oder ActiveX sein. Einige Systeme bieten dabei einen Funktionsumfang mit dem sich Zeichnungen auf professionellem Niveau anfertigen lassen. Die jeweilige Bildgröße beschränkt sich dabei jedoch in Höhe und Breite jeweils nur auf einige hundert Pixel. 
Sofern diese Funktion vom jeweiligen System unterstützt wird, können die Benutzer des entsprechenden Forums der Entstehung der Zeichnung als Animation zusehen. Einige bieten ebenfalls eine Fortsetzen-Funktion an, die es dem Künstler erlaubt die Arbeit an seiner Zeichnung zu unterbrechen und zu einem späteren Zeitpunkt an derselben Stelle fortzufahren. Darüber hinaus bieten diverse Systeme ebenfalls die Benutzung von Ebenen an.
Oekaki ist in der Anime-Subkultur sehr beliebt, da es ohne den Einsatz von Bildbearbeitungssoftware die Anfertigung und den Austausch von Fanart erlaubt.

## Software (Auswahl)
- OekakiBBS war das erste Oekaki-Applet seiner Art und hat gegenüber moderneren Varianten eine eingeschränkte Anzahl Paletten und wenige Rasterfolien. Dessen Features dabei sind Farbverläufe, mehrere Ebenen, Masken und Speicherung der Entstehung als Animation.
- PaintBBS ist ein simples Applet geschaffen von Shi-chan, welches 2 Ebenen und eine Maske unterstützt. Das System verfügt über eine große Anzahl Paletten, welche sich für eine große Anzahl Effekte einsetzen lassen.
- Shi-Painter und Shi-Painter Pro, Shi-chans neuste Applets, erfreuen sich zunehmender Popularität. Sie müssen sich jedoch noch durchsetzen, da zum Großteil auf den Servern noch veraltete Software zur Anwendung kommt.

Darüber hinaus gibt es noch andere Applets wie etwa PictureBBS und BBSPainter diese sind jedoch nicht weit verbreitet. Lascaux Sketch, ein Applet, welches sich unter 2draw.net finden lässt, wird nicht öffentlich verbreitet aber stellt wahrscheinlich den mächtigsten Funktionsumfang aller derzeit zur Verfügung stehenden Systeme bereit.